# Stenus glacialis
Stenus glacialis är en skalbaggsart som beskrevs av Oswald Heer 1839. Stenus glacialis ingår i släktet Stenus, och familjen kortvingar. Arten har ej påträffats i Sverige.